# Cybalomia fulvomixtalis
Cybalomia fulvomixtalis is een vlinder uit de familie van de grasmotten (Crambidae). De wetenschappelijke naam van de soort is voor het eerst gepubliceerd in 1914 door Hans Zerny.
De soort komt voor in China (Xinjiang).